# 尼克·卡特 (自行车运动员)
尼克·卡特（英語：Nick Carter，1924年9月5日—2003年11月23日），新西兰前男子自行车运动员。他曾代表新西兰参加1950年大英帝国运动会自行车比赛，获得男子公路赛银牌。